# 川原尚行
川原 尚行（かわはら なおゆき、1965年9月23日 - ）は、日本の医師。NPO法人ロシナンテスの理事長。

## 略歴
福岡県北九州市八幡東区生まれ。1981年福岡県北九州市立高槻小学校・槻田中学校卒業。
1984年3月福岡県立小倉高等学校卒。1992年九州大学医学部を卒業。九州大学第二外科(現在の消化器・総合外科)へ入局し臨床医として経験を積んだ。九州大学臨床大学院(生化学)を修了し博士号を取得した。外務省、在タンザニア日本大使館に医務官兼二等書記官として勤務、その後ロンドン大学にて熱帯医学を学び、在スーダン日本大使館に医務官兼一等書記官として勤務、2005年1月に辞職後、同年4月よりスーダンで活動を開始、翌2006年5月にスーダンにおいて医療を中心に活動を行っているNPO法人「ロシナンテス」を設立。2006年に国際NGO「ロシナンテス・スーダン」を設立。
2011年3月11日の東北大震災発生時には、日本に帰国・滞在していた。未曾有の災害のため、現地入りし、医療・災害復旧ボランティア活動を行った。5年間の支援事業を継続させた。
川原と同様に海外(アフガニスタン)で医療・社会支援活動を行っていたペシャワール会の中村哲は九州大学・医学部の先輩。

## 活動背景
小倉高校・九州大学医学部においてラグビー部に所属し、高校・大学ともキャプテンを務めた親分肌の人物である。現在もNPOの支援・活動には両校のOB・同窓生・後輩が欠かせない。また九州大学第二外科（現；消化器・総合外科）のスタッフ・OBによる支援も多大なるものがある。

NPO活動を支援する企業は多く、九州地場産業の九州電力を筆頭に、主に九州の企業からの支援を受け、現在では全国の企業や団体より支援を受け活動を行なっている。